# Beata magna
Beata magna är en spindelart som beskrevs av George William Peckham och Elizabeth Maria Gifford Peckham 1895. Beata magna ingår i släktet Beata och familjen hoppspindlar. Inga underarter finns listade.